# Læbestift
En læbestift er et kosmetikprodukt, som består af voks, farvepigmenter og olier. Den anvendes til at give farve på læberne. Det er hovedsageligt kvinder der anvender læbestift. Der findes mange forskellige typer læbestift. F.eks. kan de fås i utallige forskellige farver, de kan være matte eller blanke, de kan indeholde glimmer og de kan være designet til at holde i kort eller lang tid.
Lipgloss er også en form for læbestift, men med et blankt udsende ofte uden farve.
Mennesker har i mange år brugt læbestift, og man har fundet spor af en slags læbestift helt tilbage til stenalderens kvinder. Man har foretaget nogen undersøgelser, der viser at man bl.a. brugte støv fra blomster for at få den røde farve på læberne.[kilde mangler]